# Suicide Circle
Suicide Circle 自殺サークル (Jisatsu Sākuru), coneguda fora del Japó com a Suicide Club, és una pel·lícula japonesa independent del 2002, que va guanyar una quantitat considerable de notorietat als festivals de cinema d'arreu del món pel seu polèmic tema i la seua sagnant presentació, i des d'aleshores ha desenvolupat un culte important. Va guanyar el Premi del Jurat a la categoria al "Millor Cinema d'avantguarda" al Fantasia Film Festival. La pel·lícula va ser escrita i dirigida per Sion Sono. La història tracta d'una onada de suïcidis aparentment inconnexos que afecta el Japó i els esforços de la policia per determinar les raons d'aquest comportament estrany.

## Recepció
Jonathan Regehr de Screen Anarchy va donar a la pel·lícula una qualificació de 6/10, anomenant-la "una pel·lícula desequilibrada". Dai Green de HorrorNews.net va escriure que la pel·lícula "pot ser que no es registri completament a la primera tirada, però sens dubte deixarà una empremta". Virginie Sélavy de la revista Electric Sheep va escriure que "Suicide Club ha estat qualificat de 'confuso' i Sono criticat per no fer prou clara la seva sàtira de la cultura pop i la denúncia dels mitjans de comunicació. Però l'ambigüitat de la pel·lícula és precisament el que la fa interessant".